# Torpedo humano

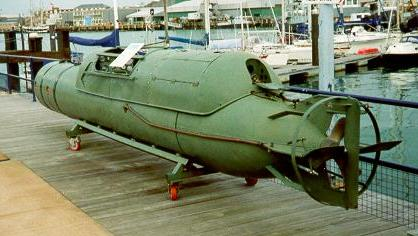
Torpedo humano italiano, un maiale tipo S.S.B. Siluro San Bartolomeo, en el Museo del submarino de la Royal Navy.

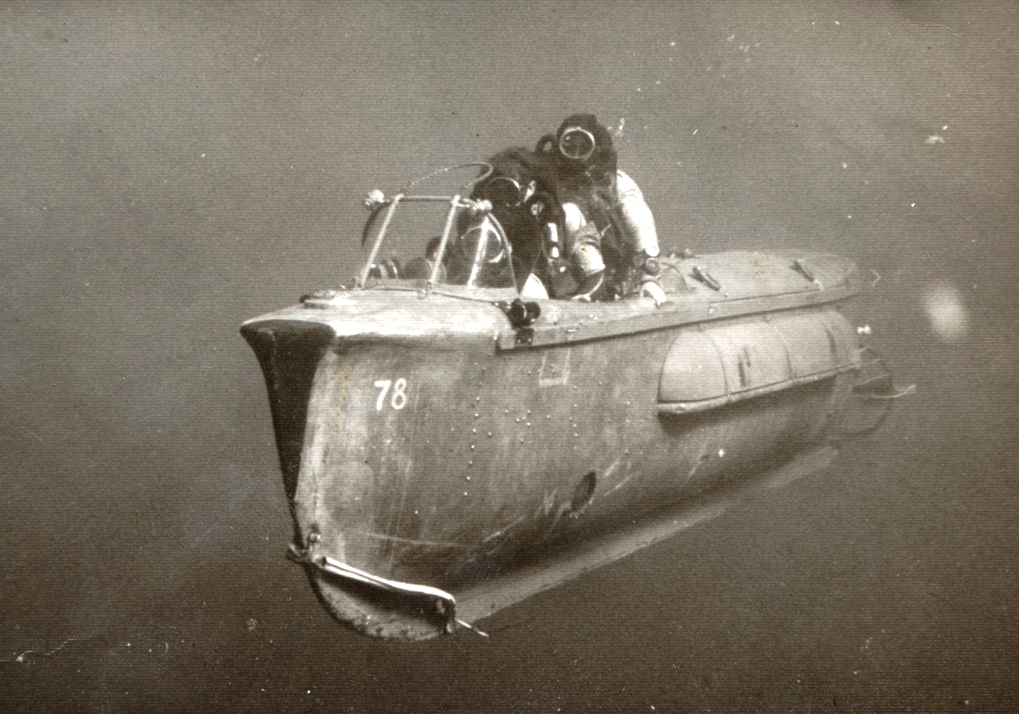
Torpedo humano israelí, 1967.

El torpedo humano es un tipo de submarino en el cual sus tripulantes viajan a horcajadas, empleado como arma naval secreta en la Segunda Guerra Mundial. Su diseño básico todavía se emplea hoy. Es un tipo de vehículo de propulsión para buceo.
Su nombre fue usualmente empleado para referirse a las armas que Italia y luego el Reino Unido desplegaron en el Mediterráneo y que usaron para atacar barcos en puertos enemigos. Un pequeño grupo de países emplearon el torpedo humano, desde Italia y el Reino Unido, hasta Argentina y Egipto. Existen algunos museos y películas dedicados a esta arma naval. El concepto del torpedo humano es empleado recreativamente en el buceo deportivo.

## Características

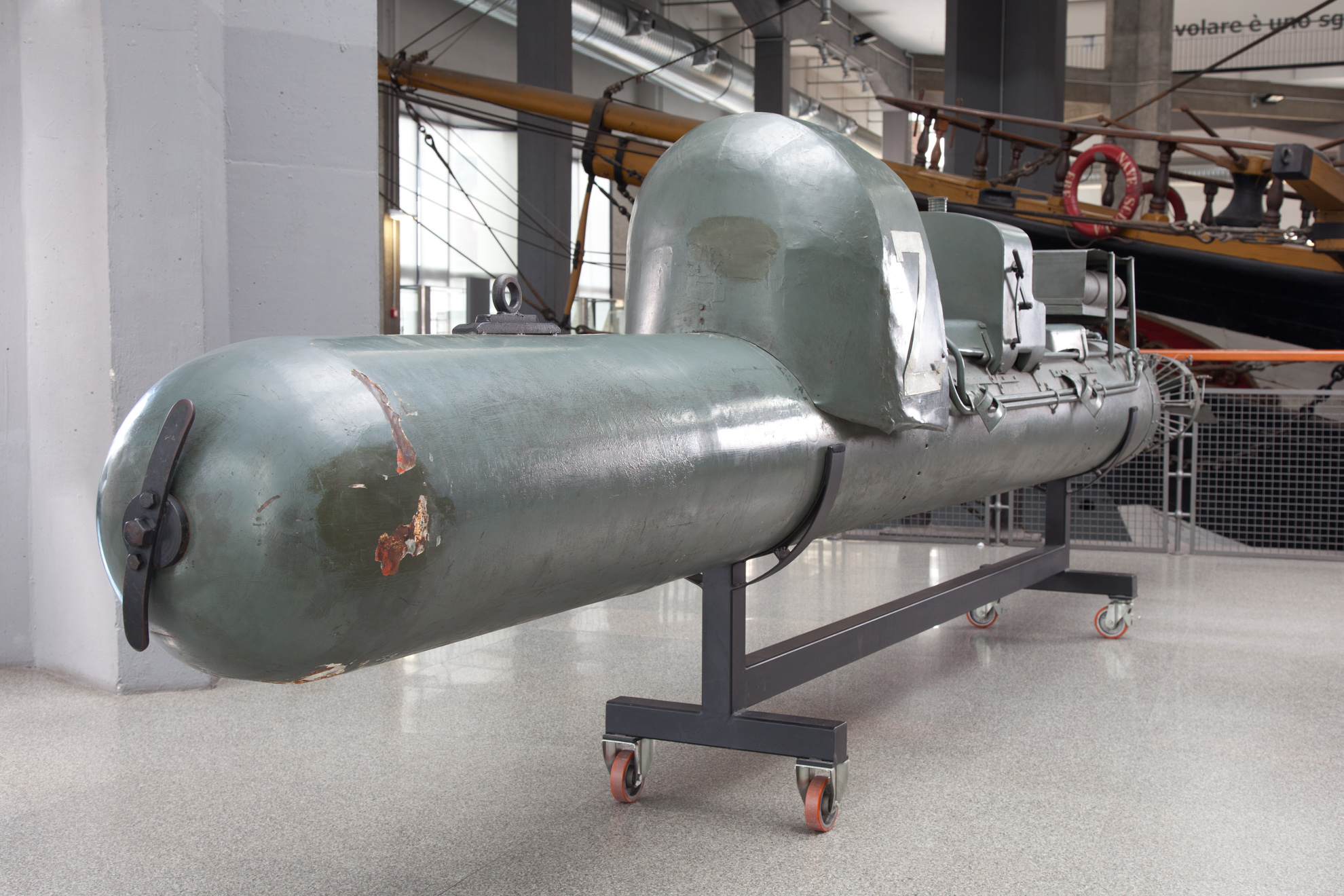
Torpedo humano italiano actualmente en el Museo della scienza e tecnologia

El primer torpedo humano (el Maiale italiano) era propulsado por un motor eléctrico y sus dos tripulantes vestidos con trajes de buceo iban montados encima de este. Ellos dirigían el torpedo a baja velocidad hacia el buque enemigo. Una vez junto a este, su ojiva desmontable era empleada como una mina lapa. Una vez adherida y activada, los buzos volvían a su buque nodriza con el torpedo.
En acción, el Maiale era transportado por otro navío (normalmente un submarino común) y lanzado cerca del blanco. La mayoría de operaciones con torpedos humanos eran llevadas a cabo en noches con luna nueva para reducir el riesgo de ser vistos.
La idea fue exitosamente aplicada por la Regia Marina al inicio de la Segunda Guerra Mundial y luego fue copiada por los británicos cuando descubrieron las operaciones italianas. El nombre oficial italiano para estas embarcaciones era Siluro a Lenta Corsa (SLC, o Torpedo de curso lento), pero los buzos militares italianos lo apodaron maiale (cerdo, en italiano; siendo maiali su plural) porque era difícil de maniobrar. Las copias británicas fueron llamadas "Chariot" (carro de guerra, en inglés).

## Construcción

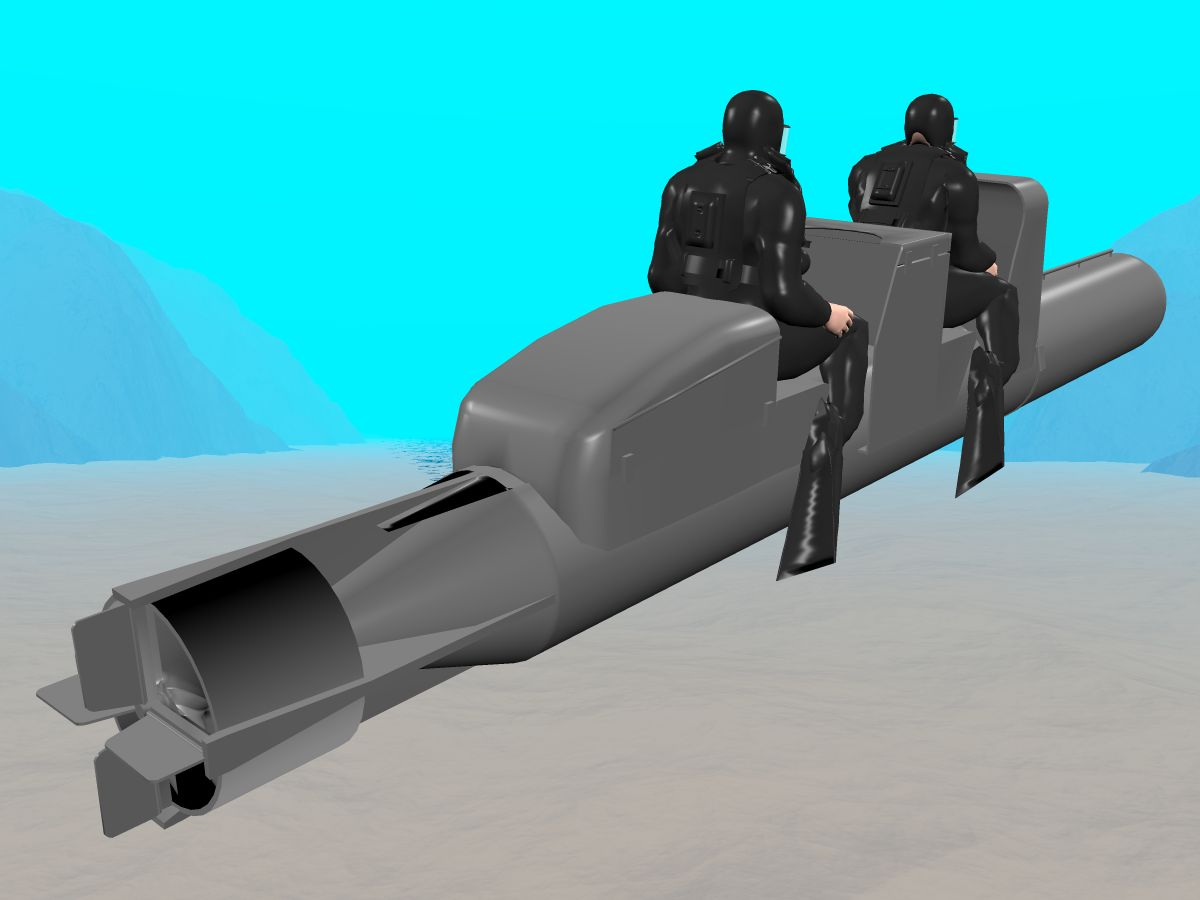
Una imagen CGI de un torpedo humano: un Chariot Mk 1 británico, montado por dos buzos militares equipados con recirculadores UBA.

Un torpedo humano típico tiene una hélice e hidroplanos en la parte posterior, hidroplanos laterales al frente, así como un panel de control y mandos para el buzo que va montado adelante. Usualmente lleva a dos buzos. Tiene implementos de navegación tales como una brújula y hoy en día implementos modernos como sonar, GPS y equipos de comunicación vía ultrasonido modulado. Puede llevar una reserva de aire (u otro gas respirable) para que sus tripulantes no agoten sus tanques mientras se desplazan con este. En algunos modelos, los asientos de los tripulantes se encuentran en una pequeña cabina; en otros modelos, los tripulantes viajan sentados a horcajadas sobre el torpedo. El diseño del asiento incluye espacio para las aletas de los buzos. Tiene tanques de lastre (usualmente cuatro: proel babor, proel estribor, popel babor, popel estribor), los cuales pueden ser llenados o vaciados para ajustar la flotabilidad y la dirección.

## Historia

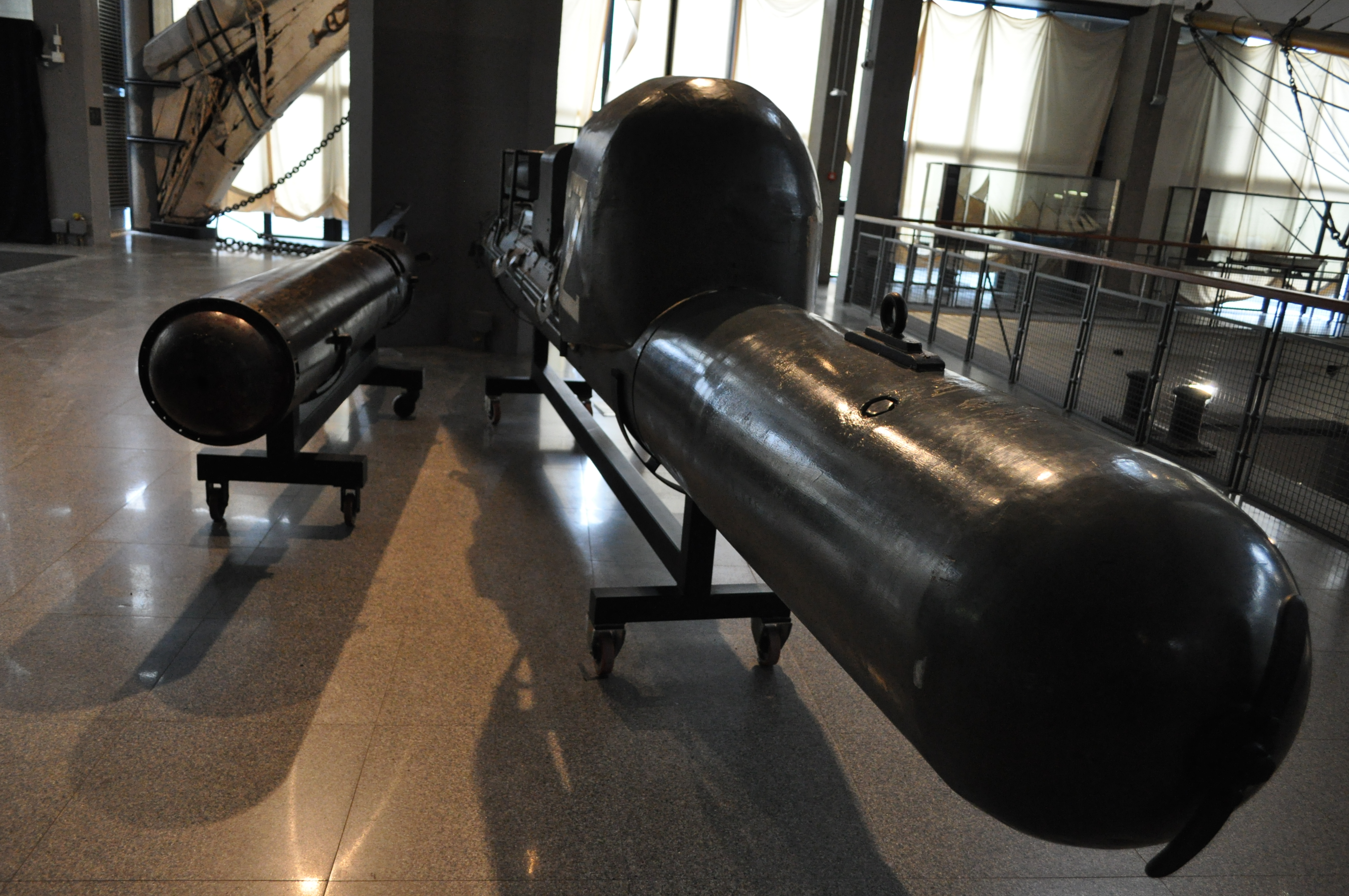
Un SLC expuesto en el "Museo della Scienza e della Tecnica" de Milán.

- 1909: El diseñador británico comandante Godfrey Herbert obtuvo una patente para un torpedo humano. Durante la Primera Guerra Mundial, fue rechazado por la Oficina de Guerra al considerarlo poco práctico y peligroso.
- 1 de noviembre de 1918: Dos hombres de la Regia Marina, Raffaele Paolucci y Raffaele Rossetti, vistiendo trajes de buceo, montaron en un primitivo torpedo humano (apodado Mignatta, sanguijuela en italiano) y entraron en la base de la Armada austrohúngara de Pola (Istria), donde hundieron al acorazado SMS Viribus Unitis y al carguero Wien con minas lapa. No emplearon equipos de buceo y tenían que mantener sus cabezas fuera del agua, por lo que fueron descubiertos y capturados.[1]
- 1938: En Italia, la "1ª Flottiglia Mezzi d'Assalto" (Primera Flotilla de Vehículos de Asalto) fue formada como resultado de los esfuerzos de investigación y desarrollo de dos hombres - el mayor Teseo Tesei y el mayor Elios Toschi de la Regia Marina. El dúo resucitó la idea de Paolucci y Rossetti.
- 1940: El comandante Moccagatta de la Regia Marina reorganizó la 1ª Flotilla de Vehículos de Asalto en la Decima Flottiglia MAS (Décima Flotilla de Vehículos de Asalto) o "X-MAS", bajo el mando de Ernesto Forza. Fabricó en secreto torpedos humanos y entrenó buzos militares, llamados nuotatori (nadadores, en italiano).
- 26 de julio de 1941: Un ataque de la X-MAS contra el puerto de La Valeta terminó en desastre y el Mayor Teseo Tesei murió.
- 19 de diciembre de 1941: La Decima Flottiglia MAS atacó el puerto de Alejandría con tres maiali. Los acorazados HMS Vaiant y HMS Queen Elizabeth (y un buque cisterna de 8.000 toneladas) fueron hundidos en aguas someras, poniéndolos fuera de combate por varios meses. Luigi Durand de la Penne y otros cinco buzos fueron capturados. A de la Penne se le otorgó la Medalla de oro al Valor Militar después de la guerra.
- Octubre de 1942: Dos torpedos humanos Chariot británicos fueron transportados a bordo del pesquero Arthur por la Shetland Bus para atacar al acorazado alemán Tirpitz en la Operación Title. Fueron lanzados al agua una vez en aguas territoriales noruegas, pero ambos se soltaron de sus cables de remolque durante una tormenta y la operación fue un completo fracaso.[2]
- 8 de diciembre de 1942: En Gibraltar es repelido el ataque de tres torpedos humanos desplegados desde el Olterra. Tres buzos fueron eliminados con cargas de profundidad cuando la defensa británica del puerto "repelió furiosamente" el ataque. Entre los muertos estaban el teniente Licio Visintini, comandante de la unidad de buzos a bordo del Olterra, el primer oficial Giovanni Magro y el sargento Salvatore Leone, de Taormina, Sicilia. El cadáver de Leone nunca fue encontrado. Se le otorgó póstumamente la "Medalla de oro al Valor Militar" y se levantó un memorial en los Jardines Comunitarios de Taormina por el 50 aniversario del ataque. El memorial incluye un maiale reconstruido y una placa que narra los hechos en tres idiomas.
- 1-2 de enero de 1943: Los submarinos británicos Thunderbolt, Trooper y P311 tomaron parte en la Operación Principal. El P311 se hundió en el trayecto hacia La Maddalena, pero los otros submarinos tuvieron cierto éxito en Palermo, lanzando dos y tres torpedos humanos Chariot respectivamente. El Ulpio Traiano fue hundido y el Viminale perdió su popa. Sin embargo, el costo fue alto: un submarino y un torpedo humano hundidos, así como todos los buzos eliminados, excepto dos que fueron capturados.
- 18 de enero de 1943: El Thunderbolt transportó dos Chariot a Trípoli para la Operación Welcome. Esta fue para evitar que los buques de bloqueo sean hundidos a la entrada del puerto y eviten el acceso a los Aliados. Nuevamente, se logró un éxito parcial. Esta fue la última operación en la cual los torpedos humanos Chariot eran transportados en contenedores especiales por los submarinos británicos, aunque se llevaron a cabo otras operaciones donde los Chariot fueron transportados en cubierta sin contenedores.
- 6 de mayo y 10 de junio de 1943: Maiali italianos desplegados desde el Olterra, ahora al mando del Teniente Ernesto Notari, hundieron seis barcos mercantes Aliados en Gibraltar, totalizando 42.000 t.
- 2 de octubre de 1943: un torpedo humano italiano más grande, llamado Siluro San Bartolomeo (SSB), con una longitud de 10 m y capaz de transportar cuatro buzos militares, iba a ser empleado en un ataque contra Gibraltar pero Italia se rindió y el ataque fue cancelado.
- 21 de junio de 1944: Una operación conjunta ítalo-británica fue llevada a cabo contra los buques del puerto de La Spezia. Los Chariot fueron transportados a bordo de una MTB y el crucero Bolzano fue hundido.
- 6 de julio de 1944: Un torpedo humano alemán Neger torpedeó a los dragaminas británicos HMS Magic y HMS Cato.[3]
- 8 de julio de 1944: Un torpedo humano alemán Neger al mando del teniente Potthast averió gravemente al crucero ligero polaco ORP Dragon cerca de las playas de Normandía.
- 20 de julio de 1944: El destructor británico HMS Isis fue minado mientras estaba anclado en la Bahía del Sena. Se cree que fue obra de un torpedo humano alemán.[3]
- 27-28 de octubre de 1944: El submarino británico Trenchant transportó dos Chariot Mk 2 (apodados Tiny y Slasher) para un ataque en el puerto de Phuket en Tailandia. Véase buzos militares británicos para más información sobre este ataque. No se sabe a ciencia cierta de operaciones con torpedos humanos en cualquier otra guerra después de esta fecha.
- Al poco tiempo de terminar la guerra, los torpedos humanos británicos Chariot fueron empleados para dragar minas y pecios en puertos.

Para otros eventos, véase Operaciones de la X Flottiglia MAS y Buzos militares británicos.
Algunos países, inclusive Italia, han seguido construyendo y desplegando torpedos humanos desde 1945.

## Italia

### Primera Guerra Mundial
- En 1918, Raffaele Rossetti creó una nueva arma basada en su idea de un torpedo pilotado por una persona, para ser acoplado a un buque enemigo bajo el agua y explotar bajo su casco. Esta arma fue llamada "mignatta" (sanguijuela, en italiano) y fue la precursora del maiale de la Segunda Guerra Mundial y el actual torpedo humano.

### Segunda Guerra Mundial

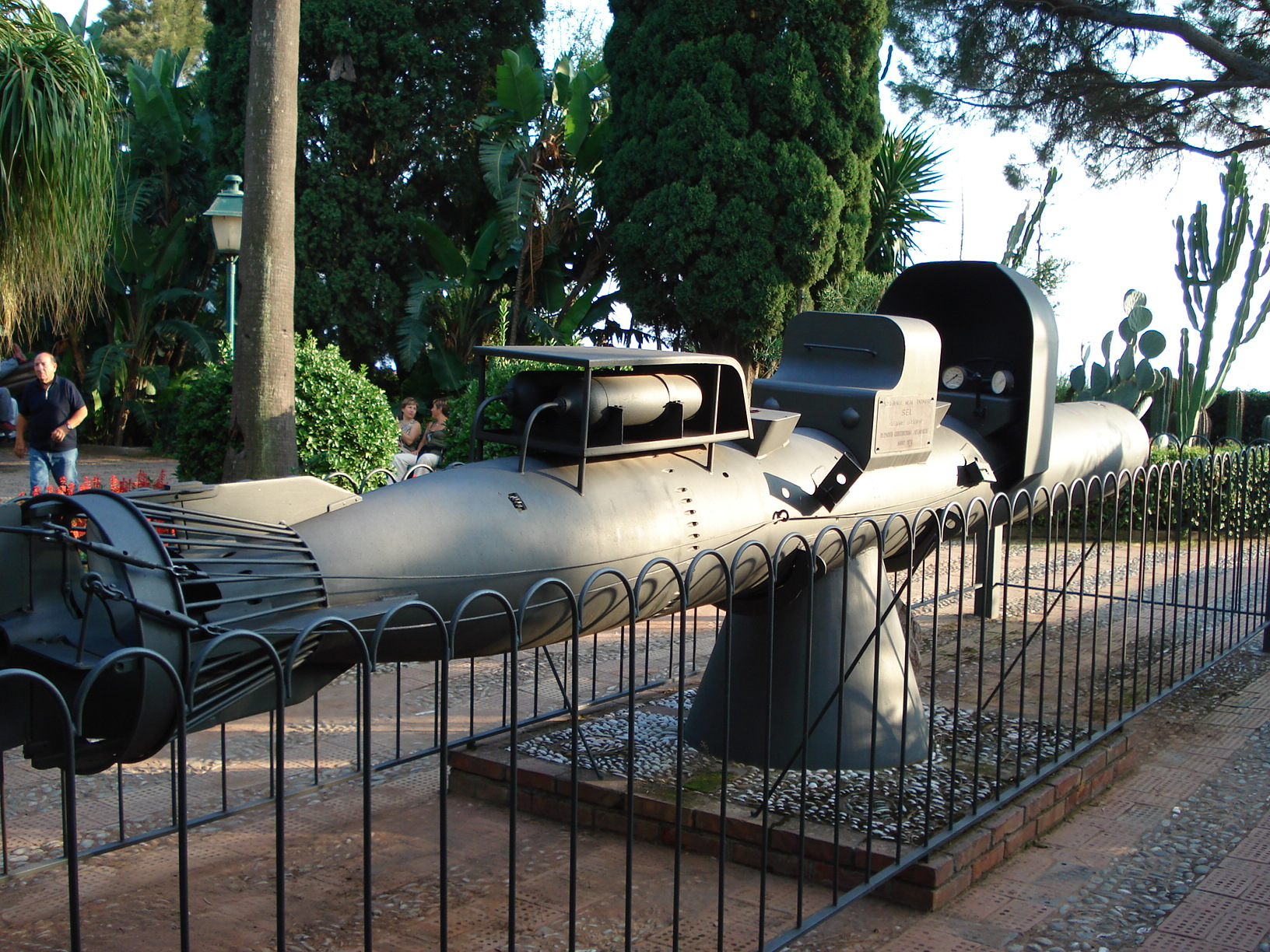
Un SLC Maiale en Taormina, Sicilia.

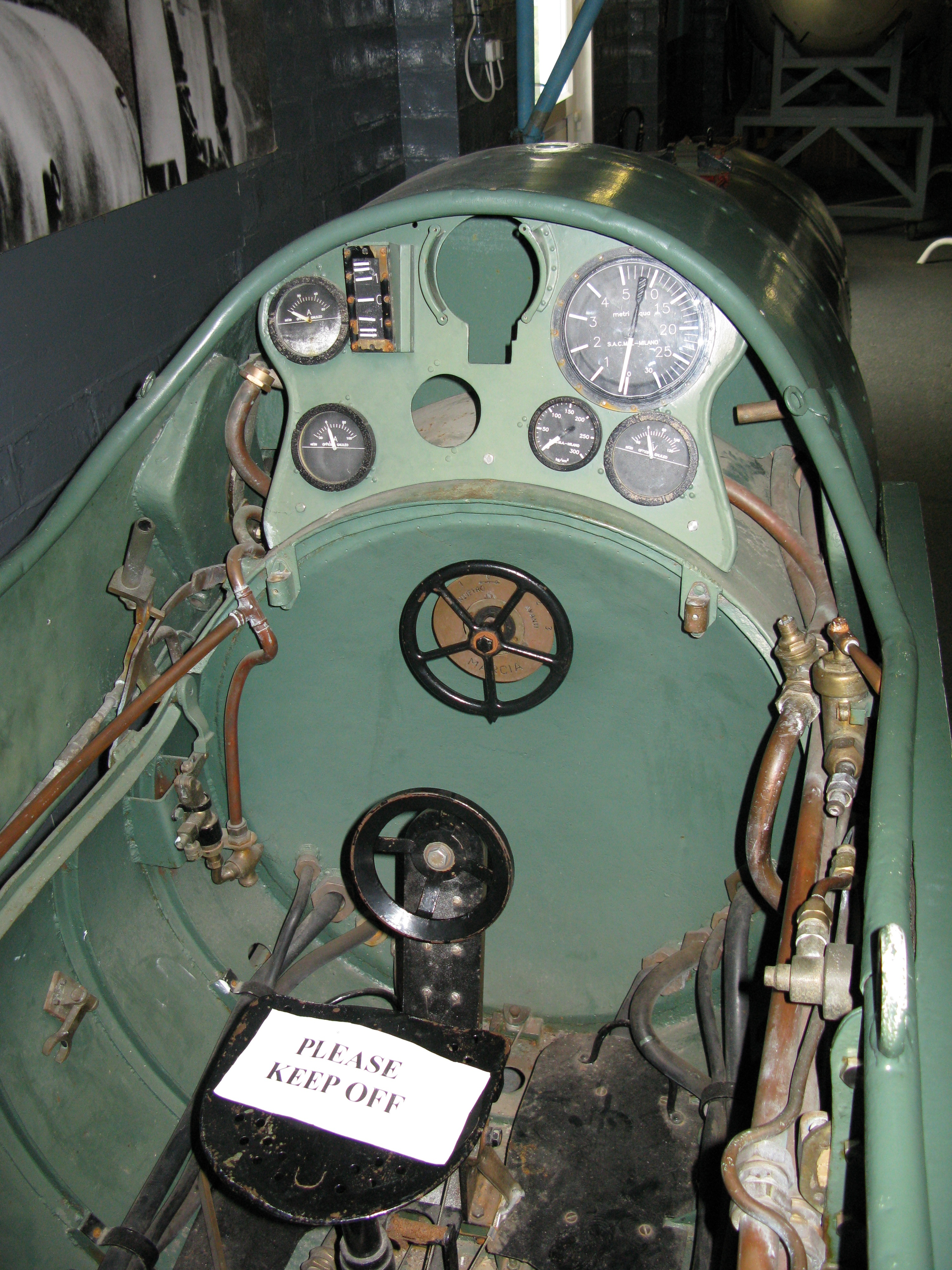
Cabina de un Maiale.

- Siluro a Lenta Corsa (SLC; Torpedo de Curso Lento, en italiano), también conocido como maiale (cerdo, en italiano; maiali en plural).[4]
- Siluro San Bartolomeo (SSB; Torpedo San Bartolomé, en italiano). Nunca fue empleado en combate.[5]

### Después de 1945
- El CE2F/X100 es un torpedo humano italiano fabricado después de 1945.[6] Tiene un radio de acción de 80 km (50 millas) y lleva dos tripulantes. La Armada pakistaní tiene varios de estos torpedos humanos.[cita requerida] La India y Argentina también tienen algunos.[7] Entre las mejoras recientes se incluyen:
  - Panel de control con GPS.
  - Piloto automático.
  - Controles electrónicos.
  - Lanzador para cinco minitorpedos LCAW (opcional).

## Reino Unido

### Segunda Guerra Mundial
- Chariot Mark 1: 6,8 m de longitud, 0,9 m de ancho, 1,2 m de alto, una velocidad de 4,6 km/h (2,5 nudos), un peso de 1,6 t y una profundidad de inmersión máxima de 27 m. Tenía una autonomía de 5 horas (la distancia dependía de la corriente del agua). Su timón tenía forma de {\displaystyle \infty }. Se fabricaron 34 unidades.
- Chariot Mark 2: 9,3 m de longitud, 0,8 m de ancho, 1 m de alto, un peso de 2,35 t, una velocidad de 8,3 km/h y una autonomía de 5-6 horas a máxima velocidad. Transportaba a dos tripulantes, que iban montados espalda contra espalda. Se fabricaron 30 unidades.[8]

Ambos modelos fueron fabricados en Bath, Somerset, por la empresa de grúas Stothert and Pitt.

## Alemania

### Segunda Guerra Mundial
Neger
Este diseño extremo de un genuino torpedo humano transportaba debajo un segundo torpedo, que era lanzado contra su blanco. Su velocidad máxima era de 7,4 km/h y tenía una autonomía de 10 horas a 5,5 km/h. Este torpedo humano era monoplaza y fue llamado así por Richard Mohr, su inventor.
Marder y Biber
Estos minisubmarinos transportaban dos torpedos y eran tripulados por uno o dos hombres. Otros modelos nunca llegaron a producirse. En julio de 1944, la Kriegsmarine introdujo sus torpedos humanos para acosar las posiciones aliadas en los puertos de Normandía. Aunque no podían sumergirse mucho, eran difíciles de observar durante la noche y hundieron varios buques aliados.

## Japón

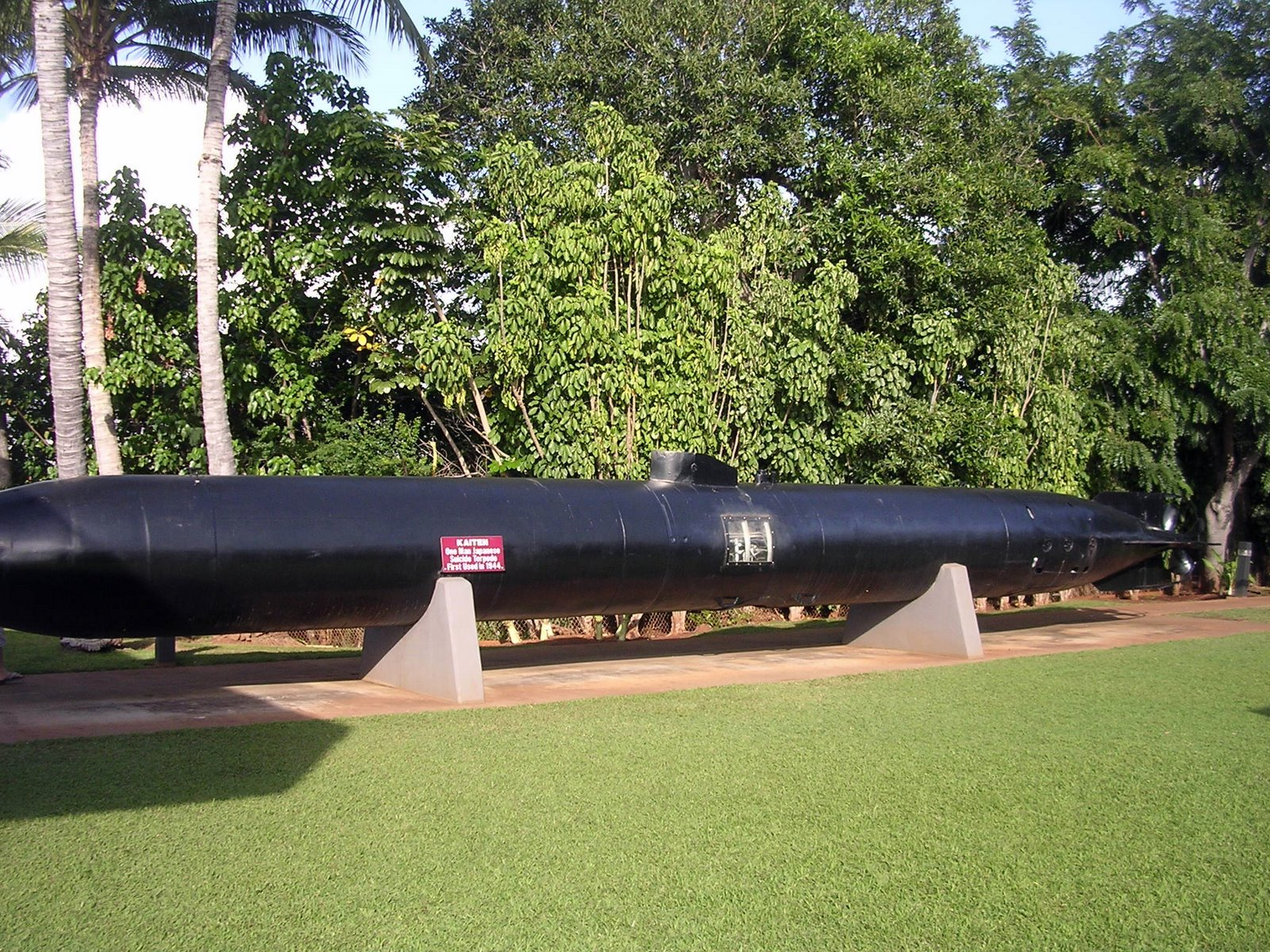
Torpedo Kaiten capturado, expuesto en el Museo USS Bowfin de Hawái.

### Segunda Guerra Mundial
- El Kaiten era un veloz torpedo humano, que era pilotado directamente hacia su blanco, siendo prácticamente un arma suicida. Como tal, sus operaciones diferían sustancialmente de aquellas llevadas a cabo por los italianos, británicos y alemanes.

## Unión Soviética/Rusia

### Después de 1945
- Siren. Fue fabricado después de 1945. Es más largo que un Maiale italiano o un Chariot británico, porque tiene dos ojivas. Transporta a dos tripulantes. Fue diseñado para ser lanzado a través del tubo lanzatorpedos de un submarino. Véase Buzos militares rusos.

## Estados Unidos

### Después de 1945
Existen imágenes y descripciones de modernos vehículos de propulsión para buceo estadounidenses similares a los torpedos humanos Chariot y una lancha rápida que puede sumergirse, empleados por los SEAL. Pueden verse aquí:
- SDV = Swimmer Delivery Vehicle
- STD = Swimmer Transport Device
- Catálogo descargable

## Otros países

### Argentina

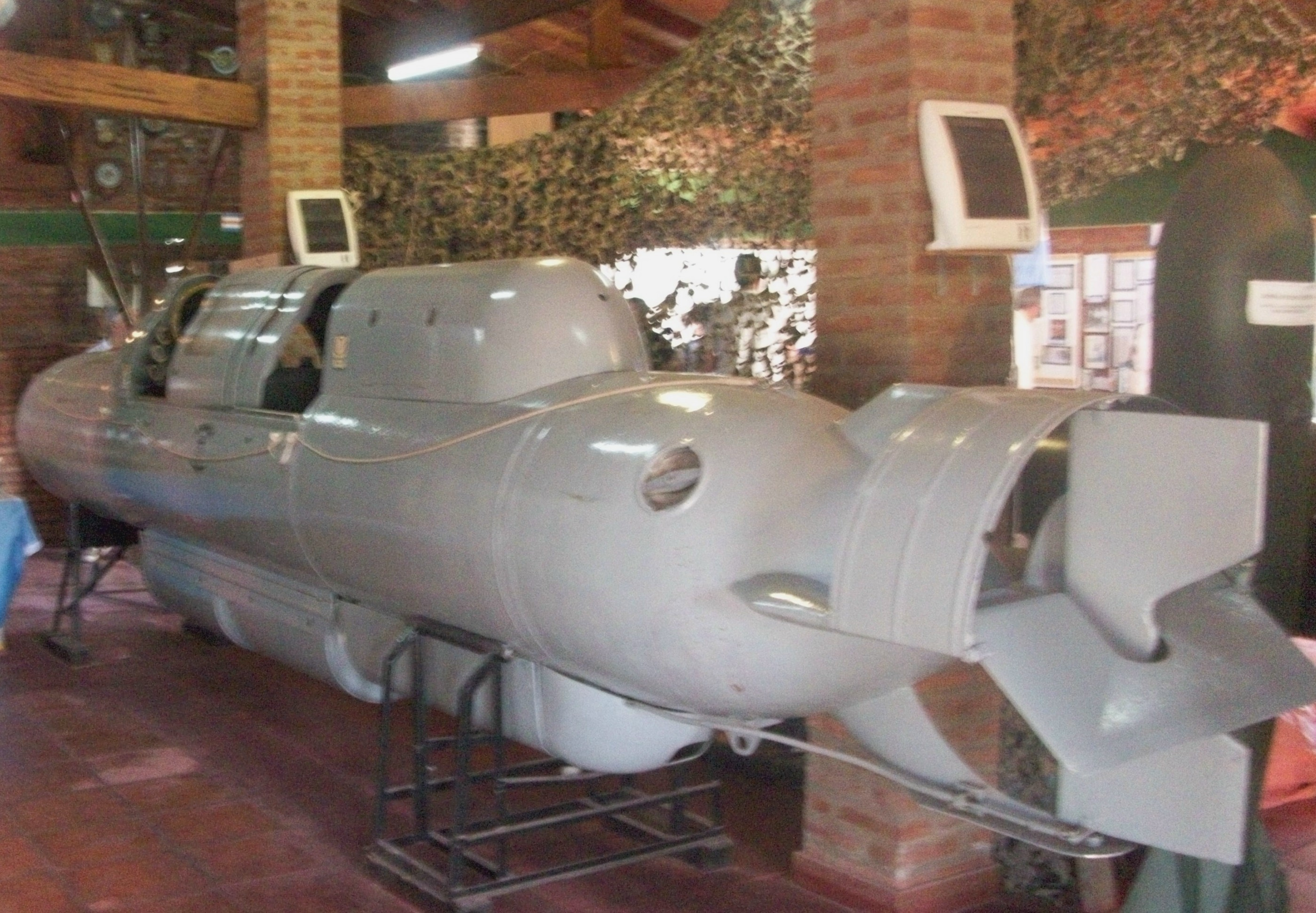
Un CE2F/X100-T de la Armada Argentina, diseñado para operaciones en aguas frías.

En la década de 1950 se desarrollaron en Argentina torpedos humanos y minisubmarinos especiales, los segundos con un torpedo acoplado debajo de los dos tripulantes. Sus tripulaciones fueron entrenadas por Eugenio Wolk, un exmiembro de la Decima Flottiglia MAS.

### Polonia
En Polonia, en los meses anteriores al inicio de la Segunda Guerra Mundial, una cantidad de voluntarios se ofreció para pilotar torpedos contra buques de guerra alemanes. Se organizó un buró de Torpedos vivientes para organizar y entrenar a los voluntarios, así como para preparar equipos adecuados, pero no se logró hacer nada antes de la invasión y ocupación alemana.

### Yugoslavia
La Armada yugoslava no tenía torpedos humanos, pero sus buzos militares empleaban un aparato subacuático llamado Buceador R-1 para una variedad de misiones, inclusive dragado de minas, infiltración, vigilancia clandestina y seguridad, así como misiones de asalto contra buques e instalaciones navales enemigas.
Estos pequeños aparatos fueron relegados a la Armada Croata (HRM) en 1991 y a la Armada de Montenegro en 2007.

## Torpedos humanos en museos

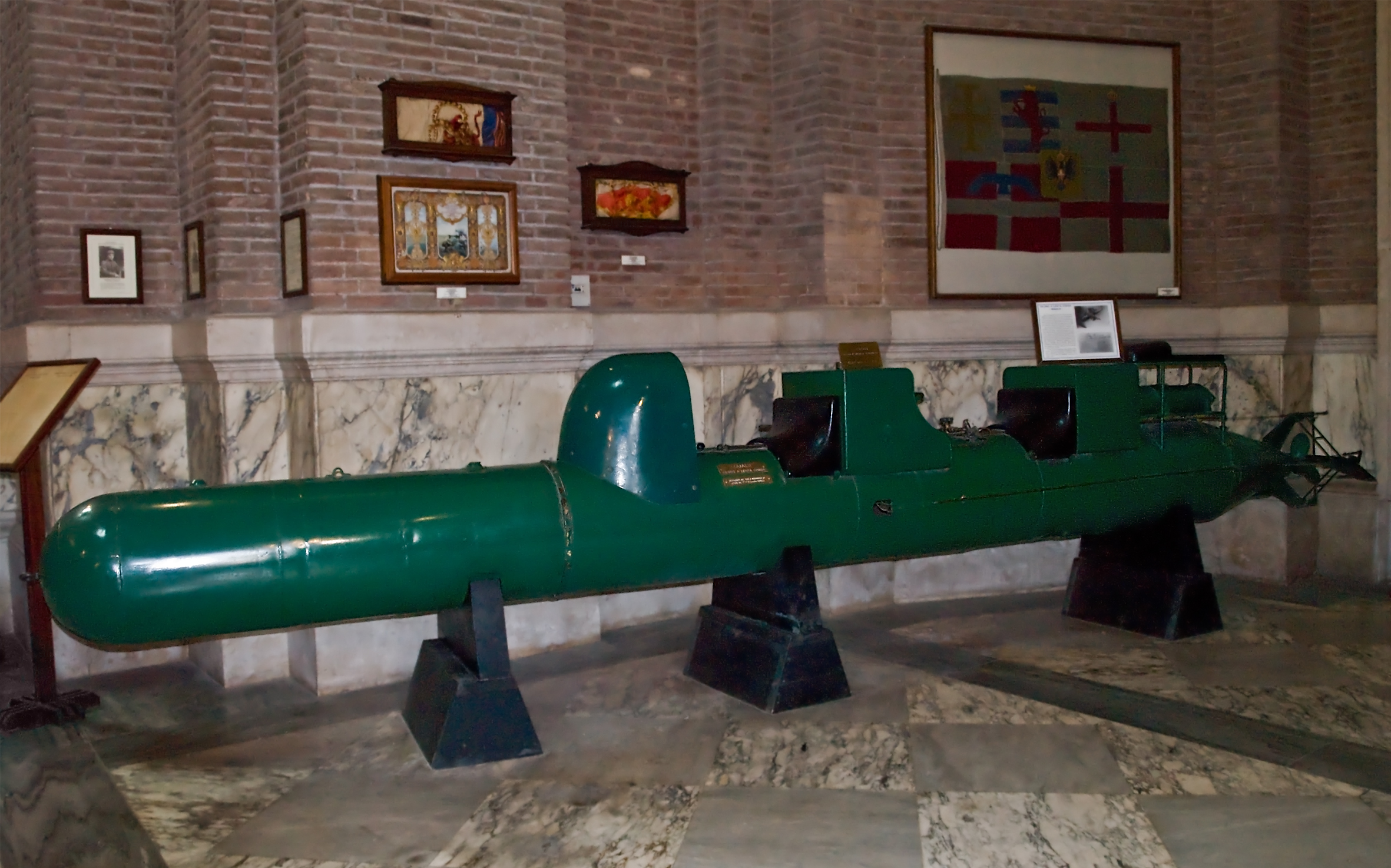
Un SLC, o "Maiale", exhibido en el Museo Sacrario delle Bandiere delle Forze Armate, en Roma, Italia.

- Torpedos SLC (Siluri a Lenta Corsa, o "Maiali") originales están expuestos en el Museo de historia naval de Venecia.
- Hay tres Chariot expuestos en el Museo Eden Camp, cerca a Malton en Inglaterra:
  - Un Mark II original restaurado, que fue encontrado abandonado en una chatarrería de Portsmouth.[9] En este modelo, los tripulantes se sentaban espalda contra espalda.
  - Un Chariot funcional que fue fabricado en Milton Keynes en 1992 con una apariencia exterior parecida a la de un Mark I de la guerra, pero con piezas funcionales internas distintas. Fue filmado en acción para la televisión. Tiene una ojiva simulada.[10] Fue empleado por última vez en 2006.
  - Una réplica de un "maiale" italiano hecha poco tiempo después de 1945 por Caproni, la misma empresa italiana que fabricó los "maiali" durante la guerra. En julio de 2008 había sido prestada al Museo Marítimo Nacional de Cornwall en Falmouth hasta fines de 2008, pero marzo de 2009 ya había regresado a Eden Camp.
- En los Estados Unidos hay un "maiale" SSB en el Museo Naval de Groton, Connecticut.[11]

## El torpedo humano en ficción
- La película The Valiant, hecha en 1962, es sobre el hundimiento del HMS Valiant en el puerto de Alejandría. Incluso hay una película italiana de 1953 (I sette dell'Orsa Maggiore) sobre el ataque, hecha con algunos miembros verdaderos de la Decima Flottiglia MAS como actores secundarios en la distribución.
- La película Sobre nosotros las olas (estrenada en 1955) se centra en el ataque de los minisubmarinos británicos contra el acorazado alemán Tirpitz. La película tiene una escena de lucha entre buzos militares británicos y alemanes junto a una red antisubmarino; esto nunca ocurrió en el ataque real al Tirpitz.
- La película El enemigo silencioso (estrenada en 1958) no representa eventos reales con precisión. Especialmente porque en la realidad no se atacó al Olterra y no hubo una lucha mano a mano entre buzos militares británicos e italianos. Los equipos de buceo empleados por los actores que interpretaban a los buzos italianos parecen ser recirculadores navales británicos y no recirculadores italianos auténticos. Los tres torpedos humanos Chariot que aparecen en la película, representando maiali italianos, eran piezas de utilería toscamente hechas.
- En la película The Eagle Has Landed se muestra brevemente a un oficial alemán de Fallschirmjäger interpretado por Michael Caine y sus hombres, que han sido enviados para tripular torpedos humanos en las Islas del Canal.
- Ian Fleming, autor de los libros de la serie de James Bond, sirvió en la Inteligencia Naval y estuvo estacionado en Gibraltar durante la guerra, probablemente estando al tanto de las operaciones italianas. El Chariot visto en la película Al Servicio Secreto de Su Majestad es un artículo de utilería muy realista, pero no funcional.[12] Cuando se le ve, está almacenado. No participa en ninguna escena; la acción tiene lugar en una montaña de los Alpes suizos. Vehículos subacuáticos (sin forma de torpedo humano) aparecen en la película de James Bond Operación Trueno.
- En el videojuego Metal Gear Solid, Solid Snake utiliza un torpedo humano para llegar a la isla Shadow Moses.
- En el videojuego Call of Duty: Modern Warfare 2, los comandos de la "Task Force 141" emplean dos torpedos humanos para llegar a una de las cuatro plataformas petroleras. Esto ocurre al inicio de la misión El único día sencillo, fue ayer.
- En el videojuego Battlestations: Pacific, el jugador puede emplear a los kaiten y los submarinos portadores de kaiten.
- En la novela El Italiano, de Arturo Pérez-Reverte, los miembros de la Decima Flottiglia MAS emplean torpedos humanos SLC Maiale desde el carguero Olterra para atacar buques Aliados en el puerto de Gibraltar.

## Torpedos Chariot civiles
Por lo menos dos modelos de vehículo de propulsión para buceo similares a los Chariot estuvieron a la venta en el mercado de equipos para buceo por un tiempo después de 1960.
Uno de estos modelos tenía la marca "Dolphin" y fue fabricado en la Isla de Wight en la década de 1960 o 1970. Sus dos extremos eran puntiagudos.
El otro modelo era de fabricación estadounidense y se parecía a un torpedo humano de la Segunda Guerra Mundial, pero su casco era más delgado.

## Galería

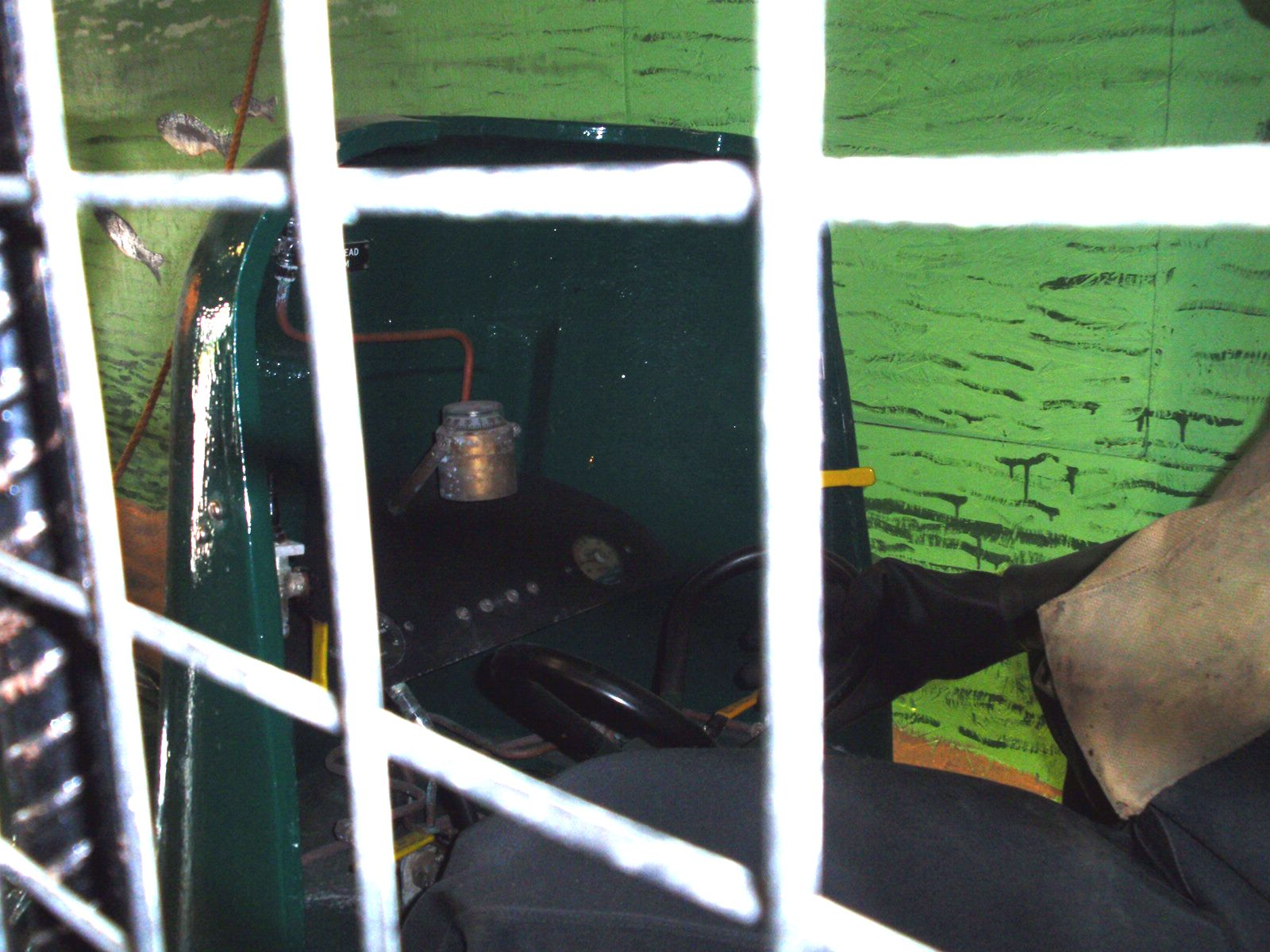
Controles de un Chariot MK 1, en el Museo Eden Camp de Inglaterra.
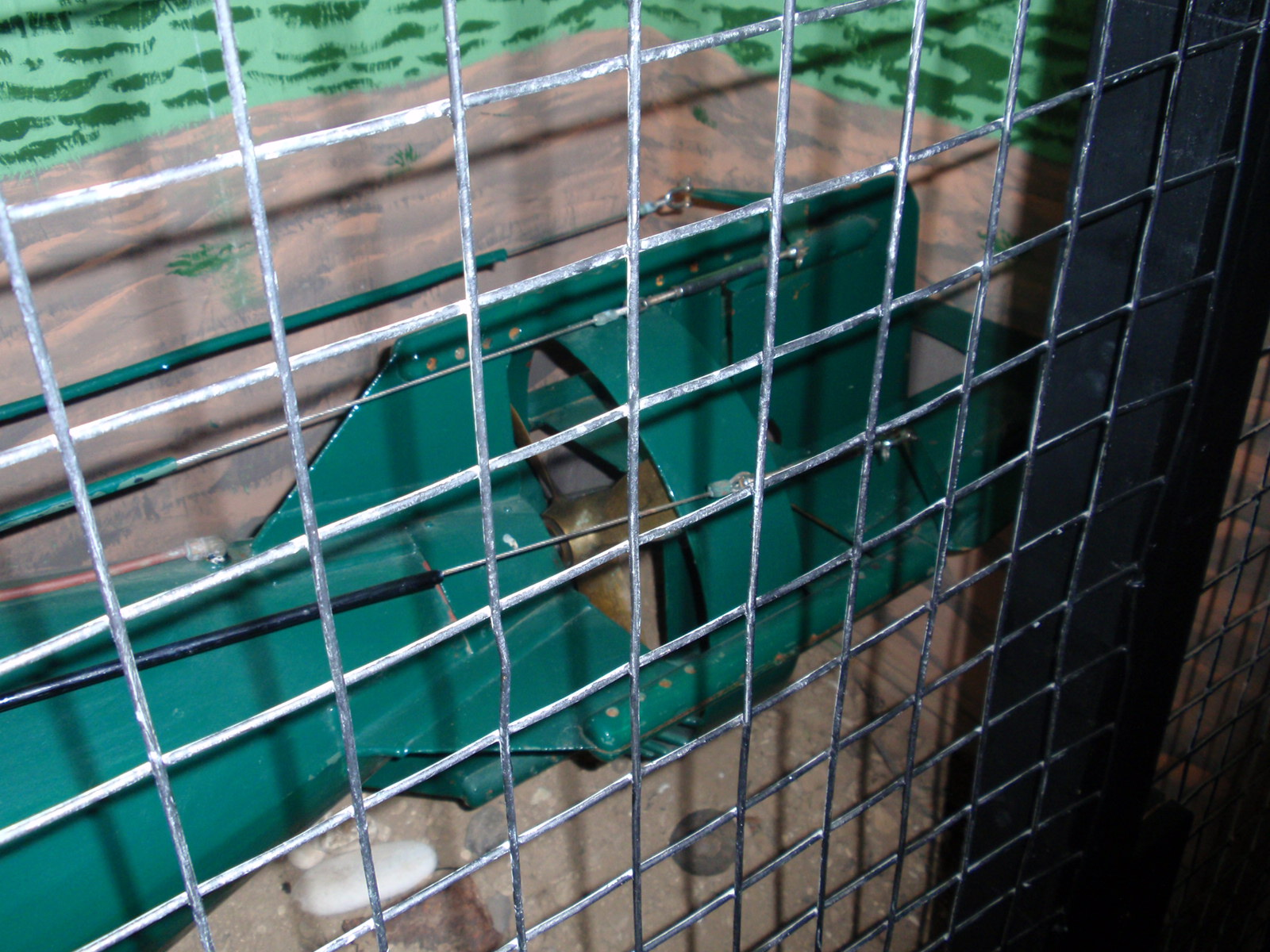
Popa de un Chariot MK 1, en el Museo Eden Camp de Inglaterra.
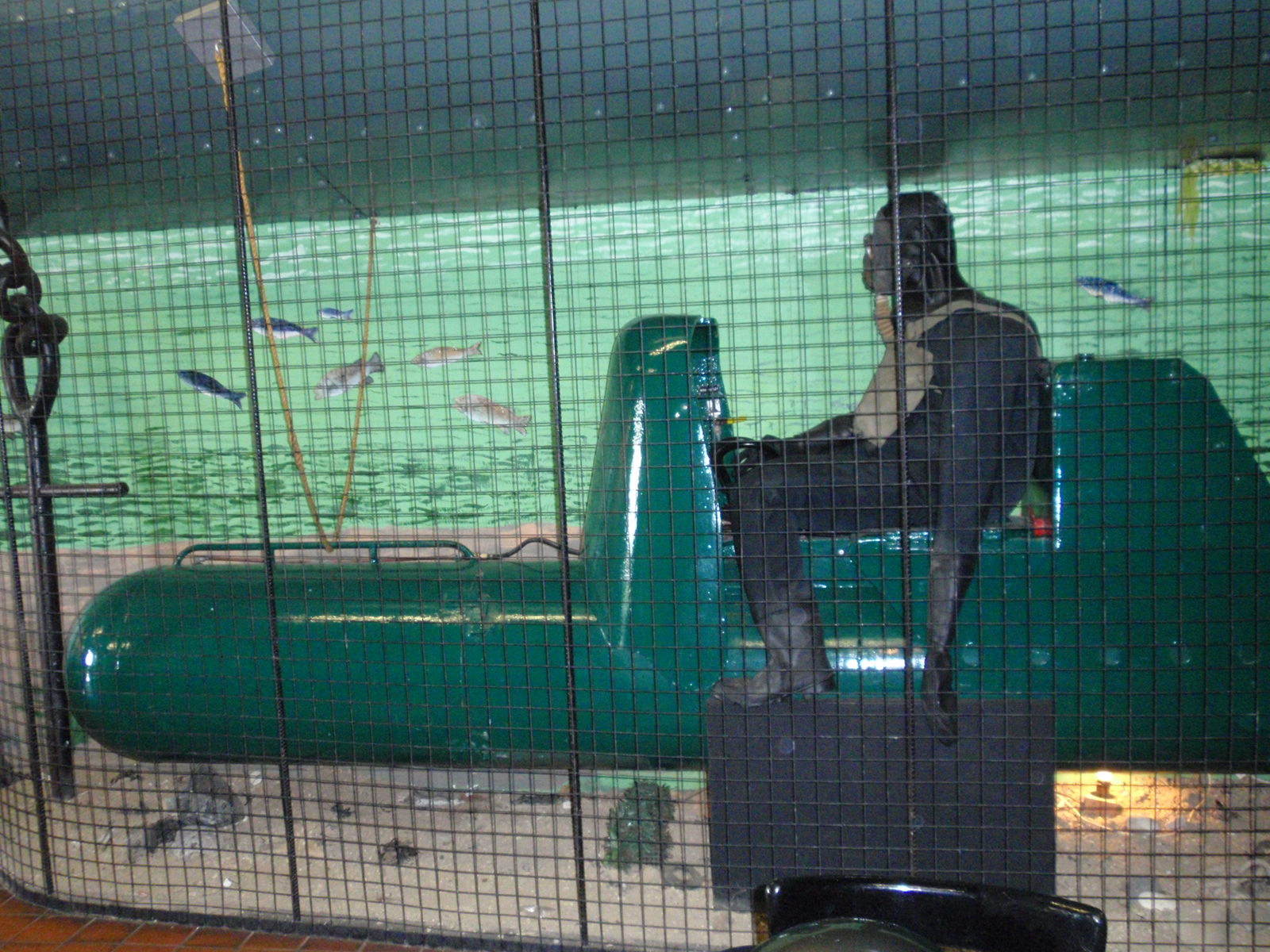
Perfil frontal de un Chariot MK 1, en el Museo Eden Camp de Inglaterra.
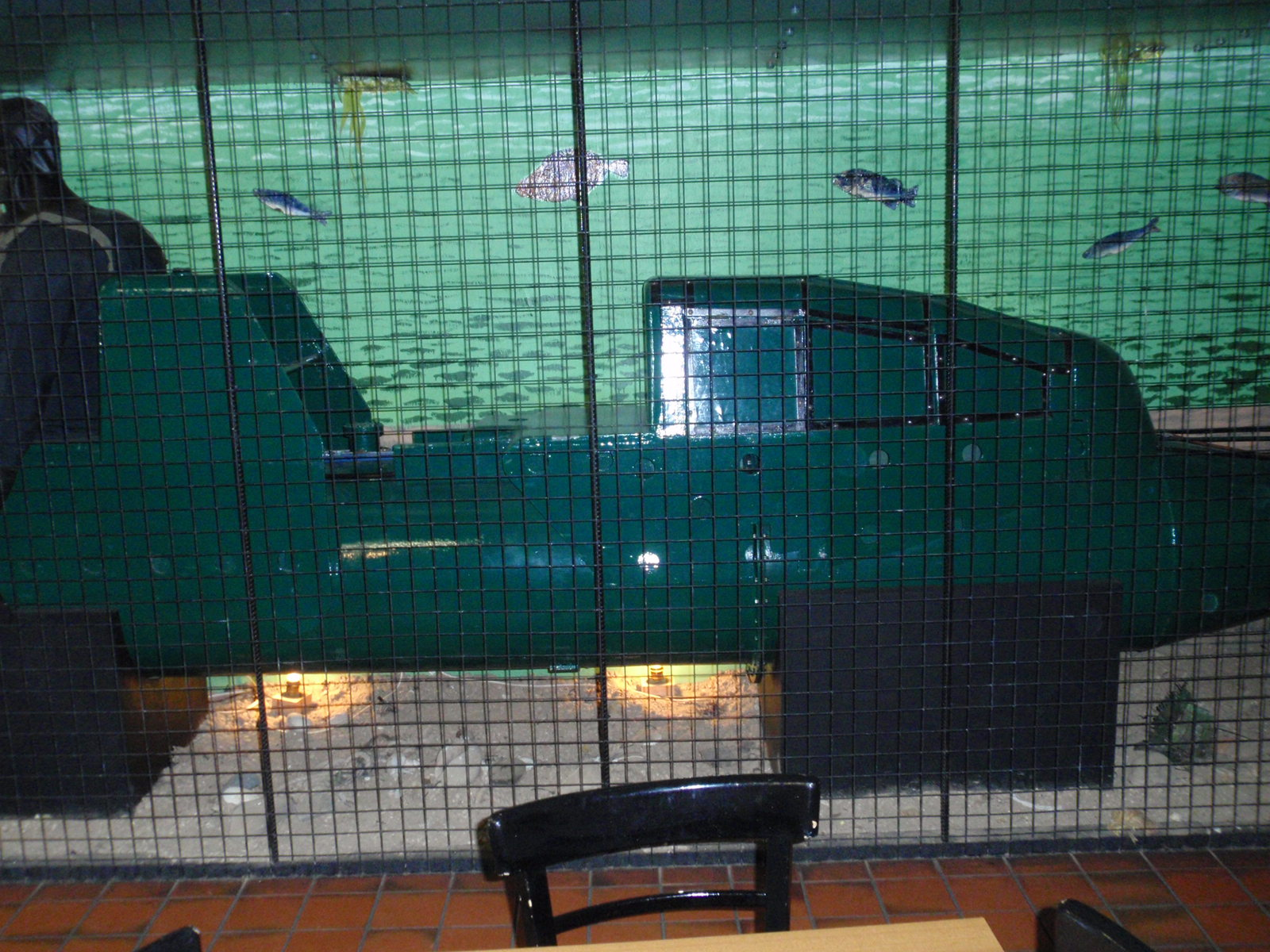
Perfil posterior de Chariot MK 1, en el Museo Eden Camp de Inglaterra.
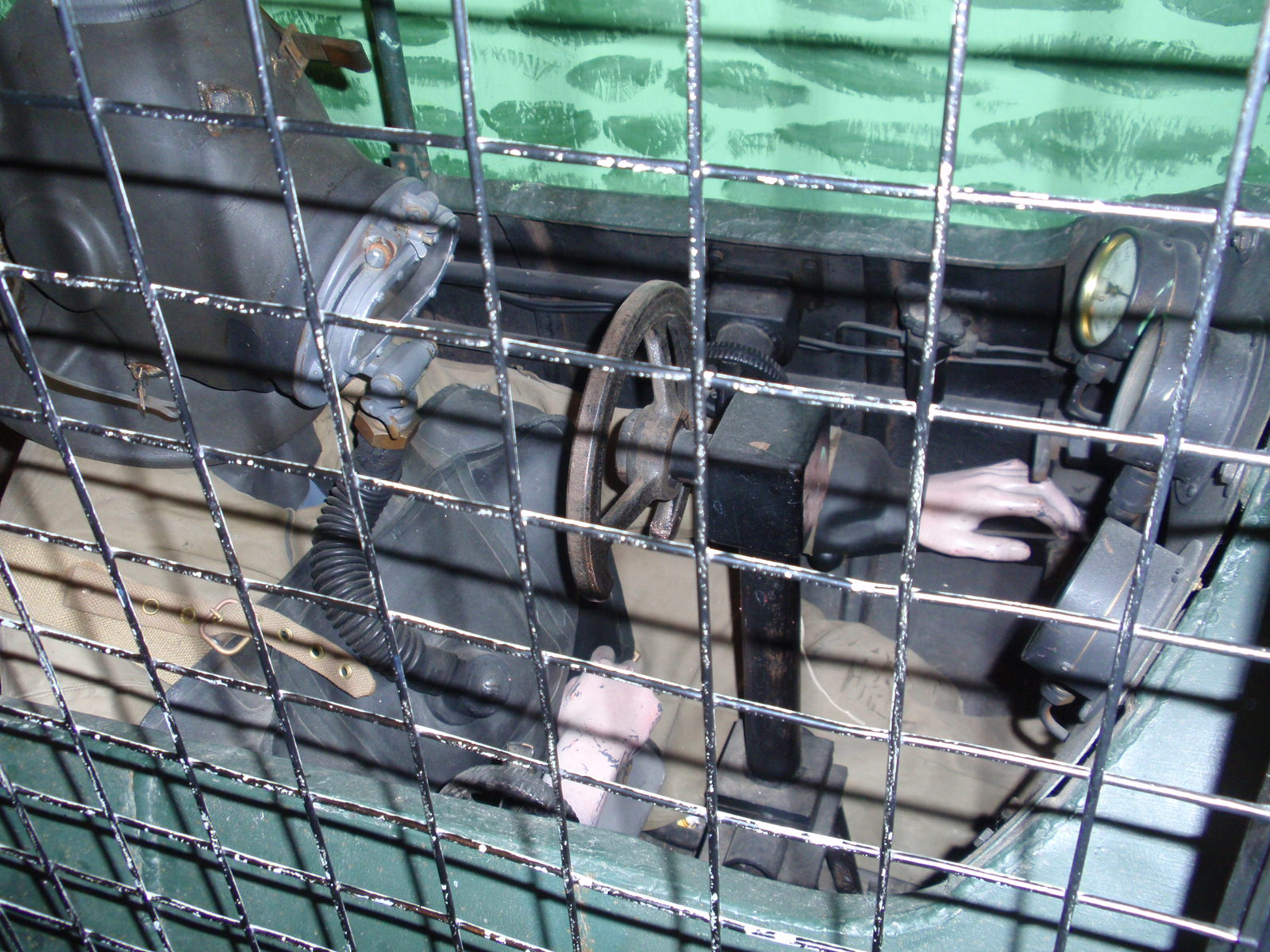
Asiento del piloto de un  Chariot Mk 2, en el Museo Eden Camp de Inglaterra.
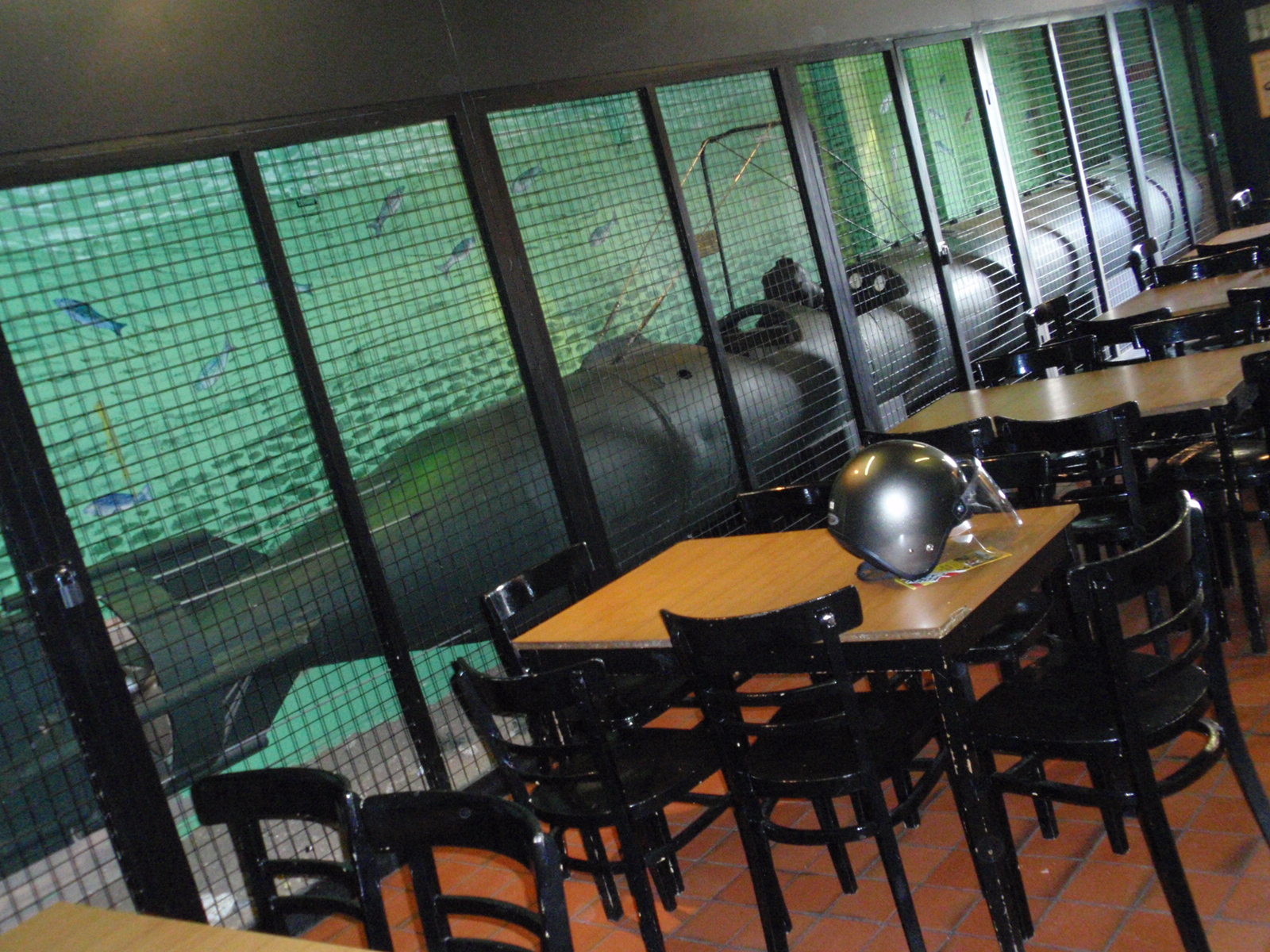
Chariot Mk 2, en el Museo Eden Camp de Inglaterra.
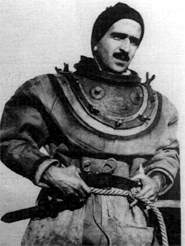
El pionero de los torpedos humanos Teseo Tesei, de la Regia Marina, murió durante una operación en 1941.
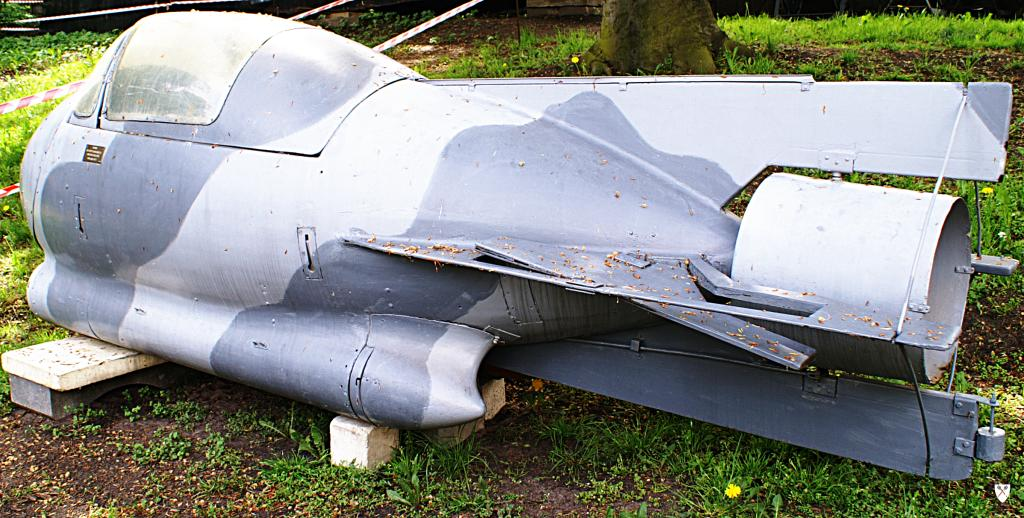
Błotniak.